# Тудхалія IV
Тудхалія IV (V) (хет. Тутхаліяс), Хешмі-Шаррума — цар Хетського царства, правив приблизно в 1250–1230 роках до н. е. Син Хаттусіліса III.

## Відносини з Ассирією
Спочатку свого правління Тутхаліяс намагався підтримувати добрі стосунки не тільки з Єгиптом, але і з Ассирією. При вступі на ассирійський престол Тукульті-Нінурти I в  1245 р. до н. е. він послав йому більш ніж дружнє вітання, намагаючись лише відрадити його від небезпечних для хетів походів на Вірменське нагір'я. Річ у тому, що дрібні царства верхнєєвфратскої долини та долини річки Арацані, опинившись між двох вогнів — Хетського царства та Ассирією, проявляли досить природні в цій обставі коливання, чи продовжувати служити хетам чи ні. Водночас Тутхаліяс боявся Ассирії. Цікаво, що в укладеному Тутхаліясом договорі з Шаушкамувой царем Амурру, спеціально обмовляється заборона Амурру торгувати з Ассирією і навіть пропускати ассирійських торговців через свою територію. З усього тону договору, видно, що Тутхаліяс очікував війни з Ассирією.

## Обстава на північному заході країни
Бажаючи закріпити панування хетів на північному заході держави, Тутхаліяс зробив ряд походів у верхньо-евфратскої долини. Союз Ацці-Хайаса раніше панував у цих місцях, за часів Тутхаліяса або зовсім розпався, або втратив вплив і на історичну арену висунулися нові політичні об'єднання (такі як Паххува і деякі інші). Міста Туккама, Куммаха і тому подібні, що раніше належали до союзу Ацці-Хайаса, тепер діяли самостійно.
Коли хетський цар здійснював похід проти Куммахі, то Міта цар Паххуви, пов'язаний шлюбними узами з дочкою царя Куммахі, не тільки не виконав свого союзного зобов'язання — постачати хетам військові контингенти, а й укрив ворожих хетам втікачів, а також захопив людей і худобу з території союзної з хеттами Ішуви. Разом з Мітою діяв якийсь Калімуна. Однак військові успіхи хетів змусили «людей Паххуви» (тобто її народне зібрання) домагатися миру з Хетського царства. Цар хетів поставив умовою світу(?) видачу йому міти і Калімуни з усіма їхніми родичами і майном, а також повернення втікачів і відшкодування збитку Ішуві. Одночасно в хетське підданство приймався ряд «країн» — як по правобережжю, так і по лівобережжю Верхнього Євфрата, як видно тим часом відклалися від Хетського царства, в тому числі Ішува, Мальдівах (нині Малатья) та ін. Причиною дружного підпорядкування всіх цих «країн» хетам, ймовірно повинна вважатися ассирійська загроза. З ассирійських джерел відомо, що Тукульті-Нінурта I дійсно вторгся на правий берег Євфрата й навіть захопив 8 саросом (тобто 28800) полонених хетських воїнів. Тутхаліяс представляв військову допомогу бунтівним проти Ассирії царям Вавилона і хурритських царств на території колишньої Митанні (до того ж на досить жорстких для повстанців умовах). Цікаво, що Тутхаліяс вважав за потрібне перейняти титул царя Ассирії «цар множин (або всесвіту)».

## Походи на захід
З сильно зруйнованих анналів Тутхаліяса V видно, що при ньому захід Малої Азії відпав від хетів. Аннали повідомляють про хетські компанії проведені тут, проти «Країни Річки сеха», зайнятої царем Аххіяви, проти тієї ж країни Арцава та ін Хетти також два рази ходили походом проти конфедерації Ассува на північно-заході М. Азії, від назви якої походить назва Азія, де дії, мабуть, прийняли дуже широкий розмах, оскільки хетти, за словами анналів, одних полонених взяли 10 тис. піхотинців і 600 колісничних. У зв'язку з походом в Ассуву зустрічається назва Тарувіса (ототожнюється з Таруісою, тобто Троєю). Тарувіса названа всього один раз в списку міст і областей країни Ассува, яка сама ніде в іншому місці більше не згадується. Перед Тарувісою стоїть назва Вілусія (може бути це теж, що і Вілуса, тобто Іліон). Похід проти Ассуви був перерваний через що почалась навала племен каска в центральні області царства.
Близько того ж часу у північно-західній частині Малої Азії, якраз там куди були направлені походи Тутхаліяса, коаліцією ахейців (або данайців) була зруйнована Троя. Не виключено, що вже відпадання Ассуви і Арцавскіх областей при Тутхаліясе V було результатом масового пересування племен Балкан в Малу Азію через Босфор.

## Напад Аххіяви
Неясність датування цікавого епізоду пов'язаного з ім'ям якогось Мадуваттаса, але, очевидно, ця подія відбулася в царювання Тутхаліяса V. Мадуваттас прибув до двору хетського царя як втікач від переслідування Аттарісіяса (тобто Атрея), правителя Аххії (Аххіяви, тобто Мікенської держави). Хетський цар посадив його правителем в одному з міст в «гірській країні Ціппасла», де він був би «поблизу від країни Хатти». Але тут він знову зазнав нападу з боку Аттаріссіяса. У відповідь на це хетський цар послав військо на чолі з одним зі своїх полководців проти аххіявців. У Аттаріссіяса було 100 колісниць і не встановлене число піхотинців, але в те, що сталося битві він зазнав поразки і змушений був відступити, а Мадуваттас був відновлений в правах. Як видно Тутхаліяс був ще сильний, щоб захистити від нападів своїх васалів.

## Захоплення Кіпру
За допомогою сирійського флоту Тутхаліяс атакував і захопив Аласія (Назва Аласия (Алаш) ставилося власне лише до одного міста на Кіпрі (нині місто Енком), але переносилося, мабуть, і на весь острів). В руки хетського царя потрапили цар Аласия, його дружини та сини. Тутхаліяс повіз із собою в Хаттусилісом як видобутку срібло, золото і полонених, а Аласия обклав даниною. З захопленням Кіпру хети придбали контроль над розташованими тут багатими мідними рудниками.
Між тим, ситуація в Хаттусилісом була не з найкращих. У країні панував голод. Хліб для хетів доставляли Єгипет та Угарит. Тутхаліяс ще міг приділяти багато часу та уваги храмового будівництва та упорядковування культів, палацових і храмових архівів. При ньому були створені знамениті рельєфи скельного святилища Язиликая, близько Хаттусилісом з зображеннями хурритських богів і лувійський ієрогліфічними написами.